# Brianna Hildebrand
Brianna Caitlin Hildebrand (College Station (Texas), 14 augustus 1996) is een Amerikaans actrice. 
Hildebrand is vooral bekend door haar rol als Negasonic Teenage Warhead in de films Deadpool (2016) en Deadpool 2 (2018). Ze portretteerde ook in de Netflix-series Trinkets het personage Elodie Davis en Lucifer als Aurora "Rory" Decker-Morningstar. In 2016 ontving ze een Teen Choice Award-nominatie voor Deadpool in de categorie Choice Movie: Breakout Star.

## Filmografie

### Film
| Jaar | Titel                | Rol                       | Opmerkingen |
| ---- | -------------------- | ------------------------- | ----------- |
| 2015 | Prism                | Julia                     |             |
| 2016 | First Girl I Loved   | Sasha                     |             |
| 2016 | Deadpool             | Negasonic Teenage Warhead |             |
| 2017 | Tragedy Girls        | Sadie Cunningham          |             |
| 2018 | Deadpool 2           | Negasonic Teenage Warhead |             |
| 2019 | Playing with Fire    | Brynn                     |             |
| 2020 | Runt                 | Gabriella                 |             |
| 2022 | The Time Capsule     | Elise                     |             |
| 2024 | Deadpool & Wolverine | Negatonic Teenage Warhead |             |

### Televisie
| Jaar      | Titel              | Rol                              | Opmerkingen                 |
| --------- | ------------------ | -------------------------------- | --------------------------- |
| 2014      | Annie Undocumented | Jen                              | 2 afleveringen              |
| 2017      | The Exorcist       | Verity                           | 10 afleveringen             |
| 2019      | Love Daily         | Lizzie                           | Aflevering: "Group"         |
| 2019–2020 | Trinkets           | Elodie Davis                     | 20 afleveringen             |
| 2021      | Lucifer            | Aurora "Rory" Decker-Morningstar | 10 afleveringen (seizoen 6) |